# Ребро
Ребра (лат. costae) у анатомији кичмењака представљају представљају дугачке, закривљене кости које чине грудни кош. Њихова основна улога је да штите виталне органе грудног коша као што су срце и плућа. Код неких животиња, поготово змија, ребра пружају потпору и заштиту цијелог тијела. 

## Људска анатомија
Човјек, без обзира на пол, има 24 ребра (12 пари). Првих седам је хрскавицом повезано за грудну кост (sternum). Наредна три ребра дијеле хрскавичаву везу са грудном кости. Задња два су директно везана за кичму, а не за sternum или хрскавицу sternumа. Неким људима недостају задња два пара ребара, док неки имају и трећи пар. Уклањање ребара је хируршки захват који се врши због терапеутских или естетских разлога. Грудни кош је одвојен од трбушне дупље плућном дијафрагмом која уједно регулише и дисање. Покретима дијафрагме, грудни кош се шири и скупља.

## Остали кичмењаци
Код осталих кичмењака, ребра се сматрају дијелом грудног коша. Међутим, код развоја неких ембриона долази до срастања вратних пршљенова и ребара. 
Неким гмизавцима, ребра се могу наћи на сваком пршљену дуж кичме. Ребра корњаче су се развила у коштане или хрскавичаве дијелове оклопа и егзоскелета. Рибе могу имати и по 4 ребра на једном пршљену, иако све рибе немају толико.